# Nawaf Boushal
Nawaf Boushal (en árabe: نواف بوشل‎; Hofuf, 16 de septiembre de 1999) es un futbolista saudí que juega en la demarcación de lateral derecho para el Al-Nassr de la Liga Profesional Saudí.

## Selección nacional
Tras jugar con la selección de fútbol sub-23 de Arabia Saudita, finalmente hizo su debut con la selección absoluta el 4 de diciembre de 2021 en un encuentro de la Copa Árabe de la FIFA 2021 contra Palestina que finalizó con un resultado de empate a uno tras el gol de Mohammed Rashid para el combinado palestino, y de Abdullah Al-Hamdan para Arabia Saudita.

## Clubes
| Club           | País           | Año       | Partidos | Goles |
| -------------- | -------------- | --------- | -------- | ----- |
| Al-Fateh S. C. | Arabia Saudita | 2019-2023 | 91       | 3     |
| Al-Nassr       | Arabia Saudita | 2023-     | 77       | 3     |

## Palmarés

### Campeonatos internacionales
| Título                      | Equipo         | Sede           | Año  |
| --------------------------- | -------------- | -------------- | ---- |
| Campeonato de Clubes Árabes | Al-Nassr F. C. | Arabia Saudita | 2023 |